# Денисов, Виктор Викторович
Виктор Викторович Денисов (род. 2 апреля 1966, Калинин) — российский байдарочник, двукратный серебряный призёр Олимпийских игр, семикратный чемпион мира в байдарках-четвёрках, многократный призёр чемпионатов мира. Заслуженный мастер спорта СССР (1988).

## Биография
Первый тренер — Сергеева Елена Николаевна, личный тренер — Сергеев Александр Алексеевич.
Награждён орденом «Знак почета», медалью «За трудовое отличие».
Принимал участие в эстафете Олимпийского огня 2014 года.